# Украинская мужицкая партия
Украинская мужицкая партия (укр. Українська мужича партія) — подпольная политическая организация в УССР, существовавшая в 1920-х годах. Её целью было «восстановление и утверждение существования суверенной государственной Украины — национального государства мужиков». Разгромлена ГПУ в 1927 году.
Группа, создавшая организацию, возникла в 1922 году из представителей Харьковщины в Всеукраинском кооперативном совете, который пытался защищать в ней свои региональные интересы. Среди них были Владимир Доленко, Наум Жилин (бывший украинский эсер), Василий Лещенко (бывший член УСДРП), Борис Щербаненко (бывший российский эсер) и др. Казначеем организации стал Яков Стороженко.
Организация пыталась «продвигать» своих людей на руководящие должности в кооперативном движении и народном образовании. Руководство организации называло себя «шестёркой», по количеству человек. В политическом плане организация ориентировалась на крестьянство как социальную базу и считала, что власть в государстве должна перейти к мелкой буржуазии, как самому многочисленному классу. Кроме того, её члены считали, что «поскольку наш рабочий класс в большей части своей не утратил черт, присущих мелкой буржуазии, постольку УМП является тем самым и партией мелкобуржуазной части рабочих».
В начале 1926 года арестовали Владимира Доленко, благодаря которому вышли на других членов. В 1927 году организацию разгромили.